# Uchte
Uchte ist ein Flecken im Landkreis Nienburg/Weser in Niedersachsen. Der Flecken Uchte ist Mitgliedsgemeinde und Verwaltungssitz der Samtgemeinde Uchte.

## Geografie

### Geografische Lage
Der Ort liegt zwischen dem Naturpark Dümmer und dem Naturpark Steinhuder Meer am Großen Moor ungefähr in der Mitte zwischen Sulingen und Minden an der Landesgrenze zu Nordrhein-Westfalen. 

### Fleckengliederung
Der Flecken Uchte besteht aus dem Kernort sowie den Ortsteilen Hoysinghausen, Darlaten, Höfen, Lohhof, Richteberg und Woltringhausen.

## Geschichte
Die erste urkundliche Erwähnung von Uchte erfolgte 1196 im Urkundenbuch von Hoya. 1295 legten die Grafen von Hoya im Ort die Burg Uchte als Grenzburg gegen das Bistum Minden an. 1382 eroberte der Mindener Bischof gemeinsam mit Graf Otten von Schaumburg Uchte und zerstörte die Burg. Außerhalb des Ortes errichteten sie eine neue Burg. Um 1400 fiel Uchte durch Eroberung wieder an die Grafen von Hoya, die erneut eine Burg erbauten. Die Auseinandersetzungen dauerten bis zum Ende des 16. Jahrhunderts an. 1521 fiel das zu dieser Zeit rund 50 Haushalte umfassende Uchte an die Landgrafschaft Hessen.
Bei einem Großbrand 1726 wurden 119 Wohnhäuser und die Kirche zerstört. Von 1807 bis 1810 gehörte Uchte zum napoleonischen Satellitenstaat Königreich Westphalen und wurde Sitz des Kantons Uchte im Distrikt Rinteln des Departements der Weser. Dieser Kanton hatte im Jahr 1808 3.896 Einwohner und umfasste neben Uchte das nördliche Umland bis Scharringhausen und Kirchdorf. Von 1811 bis 1813 gehörte Uchte unmittelbar zu Frankreich und war dort Sitz der Mairie (Bürgermeisterei) Uchte im Arrondissement Minden des Departements der Oberen Ems.
Nach der französischen Besatzung beschloss der Wiener Kongress 1814, das Amt Uchte dem Königreich Hannover anzugliedern. Bei einem weiteren Großbrand 1817 brannten 58 Wohnhäuser nieder. Die Kirche wurde 1817 nach dem Brand neu erbaut.
1898 wurden die Steinhuder Meer-Bahn und die Bahnstrecke Minden–Uchte in Betrieb genommen. Ab 1932 gehört Uchte zum Landkreis Nienburg.
Über Jahrhunderte wurde im Großen Moor westlich des Ortes Torf mit der Hand gestochen, der der Bevölkerung als Brennmaterial diente. Ab den 1920er Jahren setzte der industrielle Torfabbau ein, der zur Gründung von drei Torfabbauunternehmen führte. Heute (2011) ist im Moor, das seit 2007 unter Naturschutz steht, nur noch ein Unternehmen tätig.
Ab dem Jahre 2005 wurde der Ort durch das Mädchen aus dem Uchter Moor überregional bekannt, das im Nachhinein Moora genannt wurde. Es handelt sich um eine gut erhaltene, etwa 2650 Jahre alte Moorleiche, deren Überreste in den Jahren 2000 und 2005 beim Torfabbau im Großen Moor gefunden wurden.
In Uchte fördert ExxonMobil Erdgas (sog. Sauergas). Möglicherweise im Zusammenhang mit der Förderung steht ein leichtes Erdbeben der Stärke 3,0 am 16. August 2018 mit dem Zentrum im benachbarten Stolzenau.

## Eingemeindungen
Am 1. März 1974 wurden die Gemeinden Darlaten, Höfen, Hoysinghausen, Lohhof und Woltringhausen eingegliedert.

## Politik

### Rat
Der Rat des Fleckens Uchte besteht aus 15 Personen. Das ist die festgelegte Anzahl für die Mitgliedsgemeinde einer Samtgemeinde mit einer Einwohnerzahl zwischen 3001 und 5000. Die Ratsmitglieder werden durch eine Kommunalwahl für jeweils fünf Jahre gewählt. Die aktuelle Amtszeit begann am 1. November 2021 und endet am 31. Oktober 2026.
Die letzte Kommunalwahl am 12. September 2021 ergab das folgende Ergebnis:
| Partei     | anteilige Stimmen | Anzahl Sitze |
| ---------- | ----------------- | ------------ |
| SPD        | 35,97 %           | 5            |
| CDU        | 47,12 %           | 7            |
| Grüne      | 7,54 %            | 1            |
| FDP        | 5,20 %            | 1            |
| Die PARTEI | 4,17 %            | 1            |

Die Wahlbeteiligung bei der Kommunalwahl 2021 lag mit 59,66 % über dem niedersächsischen Durchschnitt von 57,1 %.

### Bürgermeister
Der Rat wählte das Ratsmitglied Jürgen Sievers (SPD) erneut zum ehrenamtlichen Bürgermeister für die aktuelle Wahlperiode.

### Städtepartnerschaften
Uchte unterhält Städtepartnerschaften mit dem französischen Sourdeval/Normandie (seit 1992) und dem polnischen Ząbkowice Śląskie/Schlesien (ehemals Frankenstein, seit 2005) sowie dem tschechischen Červený Kostelec (ehemals Rothkosteletz, seit 2014).

## Kultur und Sehenswürdigkeiten
- Dorfkirche Uchte

## Verkehr

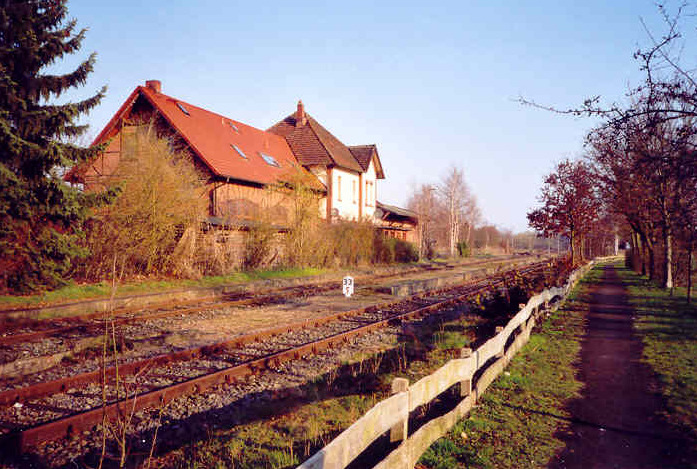
Der Bahnhof Uchte wird nur noch von der Museumsbahn angefahren.

Die Gemeinde liegt an der Bundesstraße 61 (führt vom Raum Bremen in das Ruhrgebiet) und der B 441, die in Uchte beginnt und in Hannover endet.
Eine Museumsbahn verkehrt in den Sommermonaten planmäßig auf der Bahnstrecke Nienburg–Rahden in dem noch in Betrieb befindlichen Abschnitt zwischen Uchte und Rahden. Nordöstlich von Uchte ist die Strecke stillgelegt.
Die Steinhuder Meer-Bahn und die Bahnstrecke Minden–Uchte sind stillgelegt.

## Söhne und Töchter des Ortes
d. h. Personen, die hier geboren sind;
- Eberhard von Holle (1531/32–1586), Fürstbischof von Lübeck
- Johann Rudolf Victor von Pretlack (1668–1737), General der Kavallerie des Kaisers
- Heinrich Wilhelm Köhler (1823–1898), Forstmeister
- Richard Karwehl (1885–1979), Pfarrer der Evangelisch-lutherischen Landeskirche Hannovers
- Werner Mansfeld (1893–1953), Ministerialbeamter, u. a. Generalbevollmächtigter für den Arbeitseinsatz
- Otto von Werder (1901–1954), Landrat des Kreises Rees
- Heike Ruschmeyer (* 1956), Malerin